# Mulsanteus breviusculus
Mulsanteus breviusculus là một loài bọ cánh cứng trong họ Elateridae. Loài này được Champion mô tả khoa học năm 1896.